# 521 Brixia
521 Brixia è un asteroide della fascia principale del diametro medio di circa 115,65 km. Scoperto nel 1904, presenta un'orbita caratterizzata da un semiasse maggiore pari a 2,7405090 UA e da un'eccentricità di 0,2815808, inclinata di 10,59330° rispetto all'eclittica.
Stanti i suoi parametri orbitali, è considerato un membro della famiglia Clori di asteroidi.
Brixia era l'antico nome latino di Brescia, luogo di nascita del matematico che calcolò l'orbita di questo asteroide, Emilio Bianchi.